# Давид-Городокский уезд

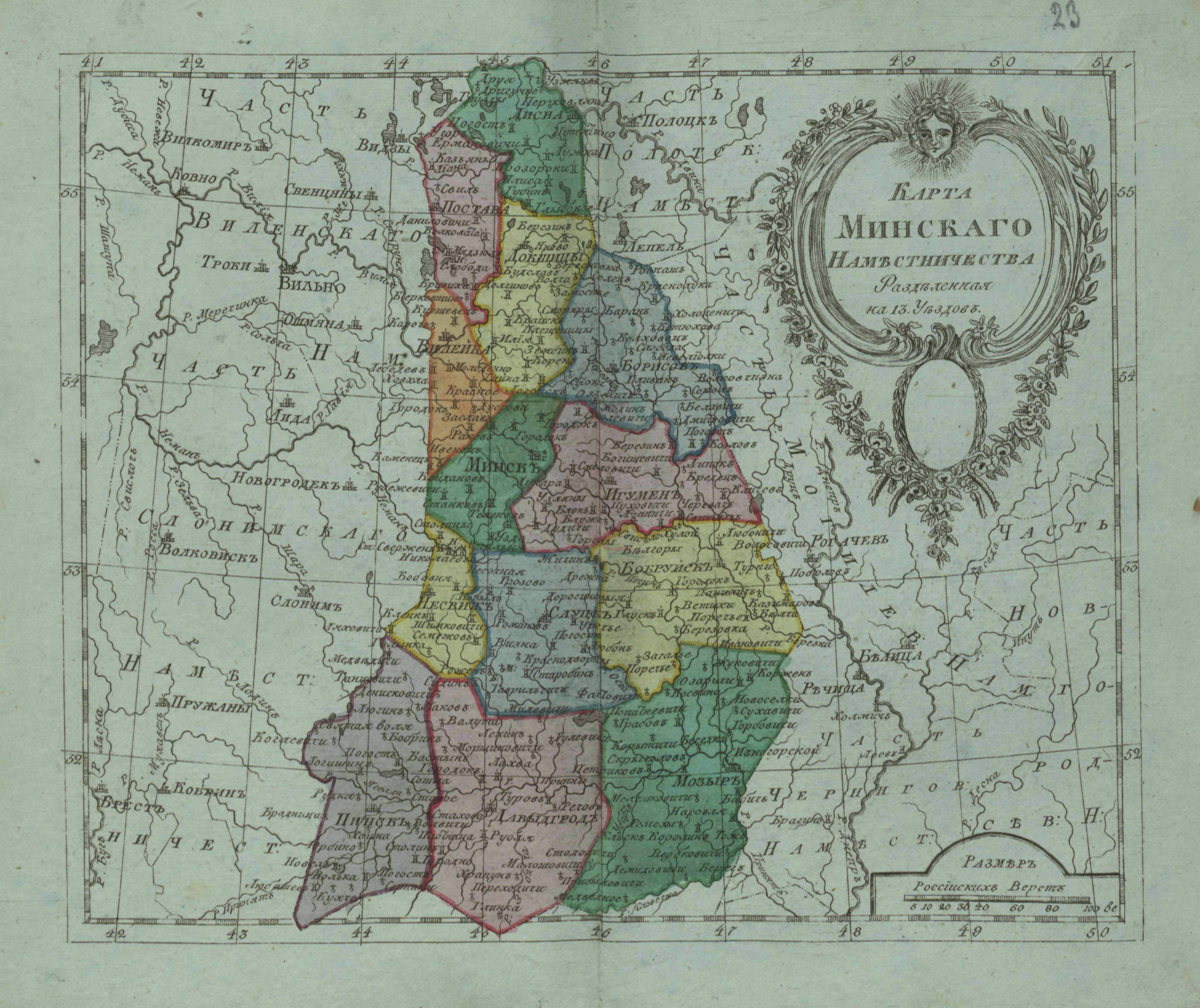
Давид-Городокский уезд на карте Минского наместничества, 1796 год

Давид-Городокский уезд — административно-территориальная единица Российской империи с центром в городе Давид-Городок, существовавшая в 1795—1796 годах.
Давид-Городокский уезд был образован в 1795 году в составе Минского наместничества.
В декабре 1796 года Минское наместничество было преобразовано в Минскую губернию, а Давид-Городокский уезд был упразднён, а его территория разделена между Мозырским и Пинским уездами.